# Copenaghen Open 1996
Il Copenaghen Open 1996 è stato un torneo di tennis giocato sul sintetico indoor. 
È stata l'8ª edizione del Copenaghen Open che fa parte della categoria World Series nell'ambito dell'ATP Tour 1996. 
Si è giocato a Copenaghen in Danimarca dal dall'11 al 17 marzo 1996.

## Campioni

### Singolare
Cédric Pioline ha battuto in finale  Kenneth Carlsen con il punteggio di 6–2, 7–6(7).

### Doppio
Libor Pimek /  Byron Talbot hanno battuto in finale  Wayne Arthurs /  Andrew Kratzmann con il punteggio di 7–6, 3–6, 6–3.